# Bombina fortinuptialis
Bombina fortinuptialis és una espècie d'amfibi anur de la família Bombinatoridae que viu a la Xina.
Està amenaçada d'extinció per la pèrdua del seu hàbitat natural.